# Pegomya meridiana
Pegomya meridiana är en tvåvingeart som först beskrevs av Villeneuve 1923.  Pegomya meridiana ingår i släktet Pegomya och familjen blomsterflugor. Arten är reproducerande i Sverige. Inga underarter finns listade i Catalogue of Life.